# Platyarthrus corsicus
Platyarthrus corsicus is een pissebed uit de familie Platyarthridae. De wetenschappelijke naam van de soort is voor het eerst geldig gepubliceerd in 1996 door Taiti & Ferrara.